# اورن‌جیک (خواجه‌لار)
اورن‌جیک (به ترکی استانبولی: Örencik) یک منطقهٔ مسکونی در ترکیه است که در هوجالار واقع شده‌است.